# Spiloconis cerata
Spiloconis cerata är en insektsart som först beskrevs av Hagen 1858.  Spiloconis cerata ingår i släktet Spiloconis och familjen vaxsländor. Inga underarter finns listade i Catalogue of Life.